# Pontifícia Universidade Católica de Campinas
A Pontifícia Universidade Católica de Campinas (PUC-Campinas) é uma universidade privada, católica, confessional e comunitária, localizada na cidade de Campinas, estado de São Paulo, Brasil.
É a mais antiga universidade do interior paulista, e a segunda maior da cidade de Campinas. Está classificada entre as melhores universidades privadas do país, integrando programas de pós-graduação e cursos de graduação em todas as áreas de conhecimento.

## História
A história da universidade iniciou-se em 7 de junho de 1941, quando nasceu a sua primeira unidade - a Faculdade de Filosofia, Ciências e Letras. Em 1952, a Diocese de Campinas adquiriu o antigo solar que foi propriedade de Joaquim Policarpo Aranha, o barão de Itapura, doado por sua filha Isolethe Augusta de Sousa Aranha. Um dos expoentes da política e da agricultura campineira durante o chamando Ciclo do Café no século XIX, o "Pátio dos Leões", atualmente parte do Campus Central, foi o local onde a universidade nasceu.
Em 1955, a Faculdade de Filosofia, Ciências e Letras passou a ser Universidade Católica, reconhecida pelo Conselho Federal de Educação. O título de Pontifícia foi concedido pelo Papa Paulo VI em 1972.

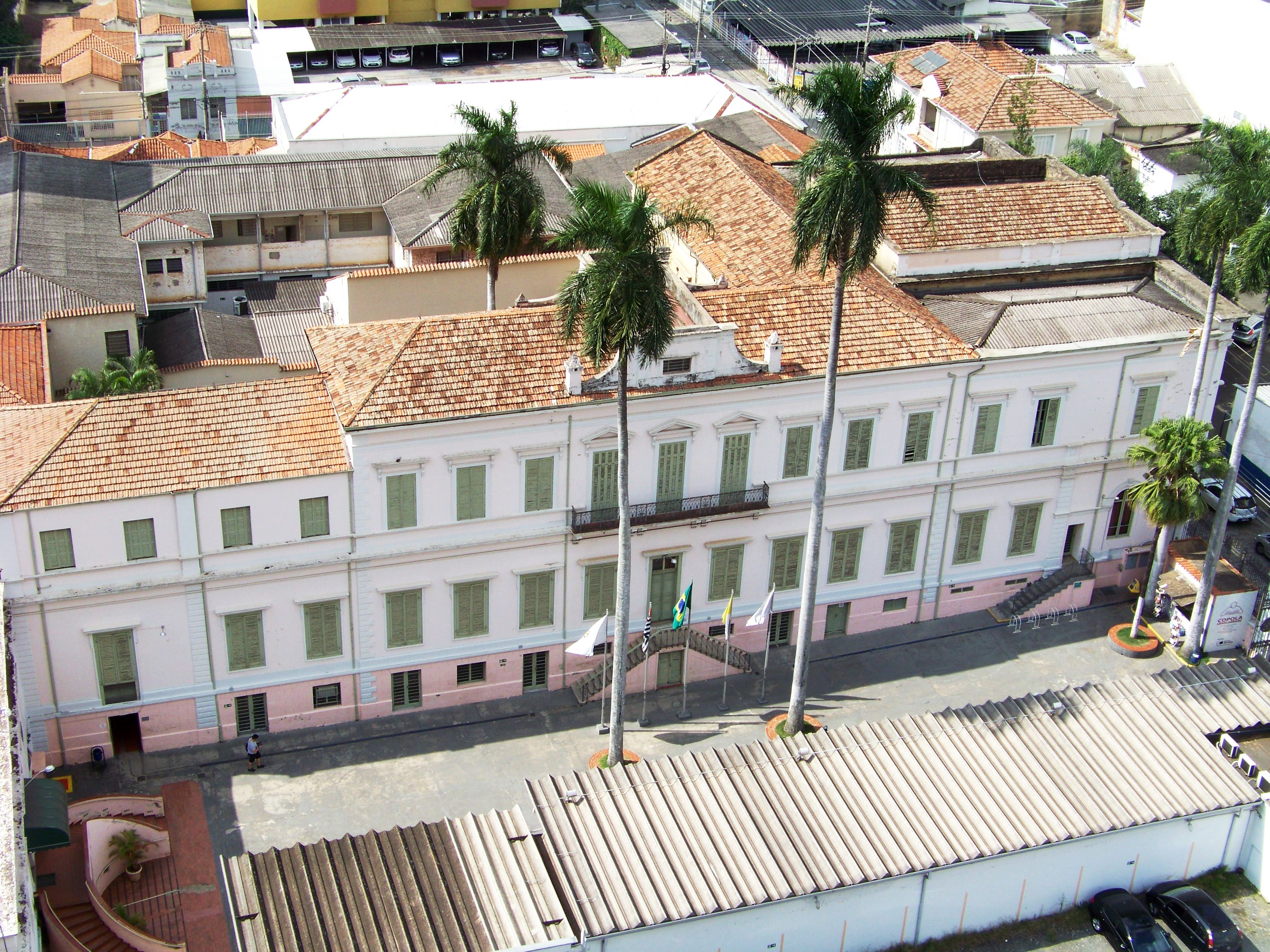
Solar do Barão de Itapura

Os novos campi foram surgindo de acordo com a necessidade de espaço: o Campus I, o Campus II, o Seminário e o Instituto de Letras.
A PUC-Campinas conta também com o Colégio de Aplicação Pio XII, pertencente à universidade.
Desde o início do século XX o Brasil já contava com faculdades católicas. Visando difundir sua doutrina, a Igreja Católica acompanhou o surgimento das universidades brasileiras com a criação de faculdades de Filosofia, consideradas importantes centros de divulgação doutrinária religiosa. A criação da primeira faculdade do tipo (atualmente parte da Pontifícia Universidade Católica de São Paulo) ocorreu em 1908, no Mosteiro de São Bento, em São Paulo.
Na década de 1930,  Dom Francisco de Campos Barreto, segundo bispo da Diocese de Campinas, idealizou a criação de uma Faculdade de Filosofia, Ciências e Letras na cidade de sua diocese. Todavia, seu real intenção era a futura criação de uma Universidade Católica. Nesta época, a Igreja Católica já administrava os agora extintos Colégio Diocesano Santa Maria e a Academia de Comércio São Luis.
Para tornar real seu projeto, Dom Barreto fundou em 1941, ao lado do cônego Emílio José Salim e do padre Agnelo Rossi, a Sociedade Campineira de Educação e Instrução, que teria como missão reunir as instituições católicas campineiras de ensino e conduzir a criação da Faculdade de Filosofia, Ciências e Letras, consolidada em 7 de junho de 1941.
Nesta época, o cônego Emílio Salim pediu autorização ao Conselho Nacional de Educação (na época Conselho Federal de Educação) para a criação dos cursos de Filosofia, Geografia e História, Letras Neolatinas, Letras Clássicas, Letras Anglo-Germânicas, Matemática, Pedagogia, Ciências Políticas e Ciências Sociais, já visando a expansão da recém-surgida faculdade campineira. Em 30 de setembro, o Conselho concedeu a autorização para a criação destas faculdades. Ainda em 1941, foi também permitida pelo Conselho a criação do Curso Superior de Administração e Finanças, que posteriormente daria origem à Faculdade de Ciências Econômicas, Contábeis e Administrativa.
A Faculdade de Filosofia, Ciências e Letras finalmente se tornou uma Universidade Católica (conforme o desejo de Dom Barreto) em 1955. A concessão do título de Pontifícia foi feita pelo Papa Paulo VI em 1972.
Em 2012, a PUC-Campinas foi considerada a melhor universidade privada do estado de São Paulo, e a melhor particular do país na área da saúde pela 5ª vez consecutiva. Sua Faculdade de Direito figura como a segunda melhor do interior de São Paulo (atrás da Unesp) e quarta do estado no VI Exame de Ordem Unificado, à frente das também tradicionais FGV, PUC-SP e Mackenzie, além de suas escolas de engenharia estarem seguidamente entre as melhores do País, em ranking divulgado pelo MEC.

### Campi

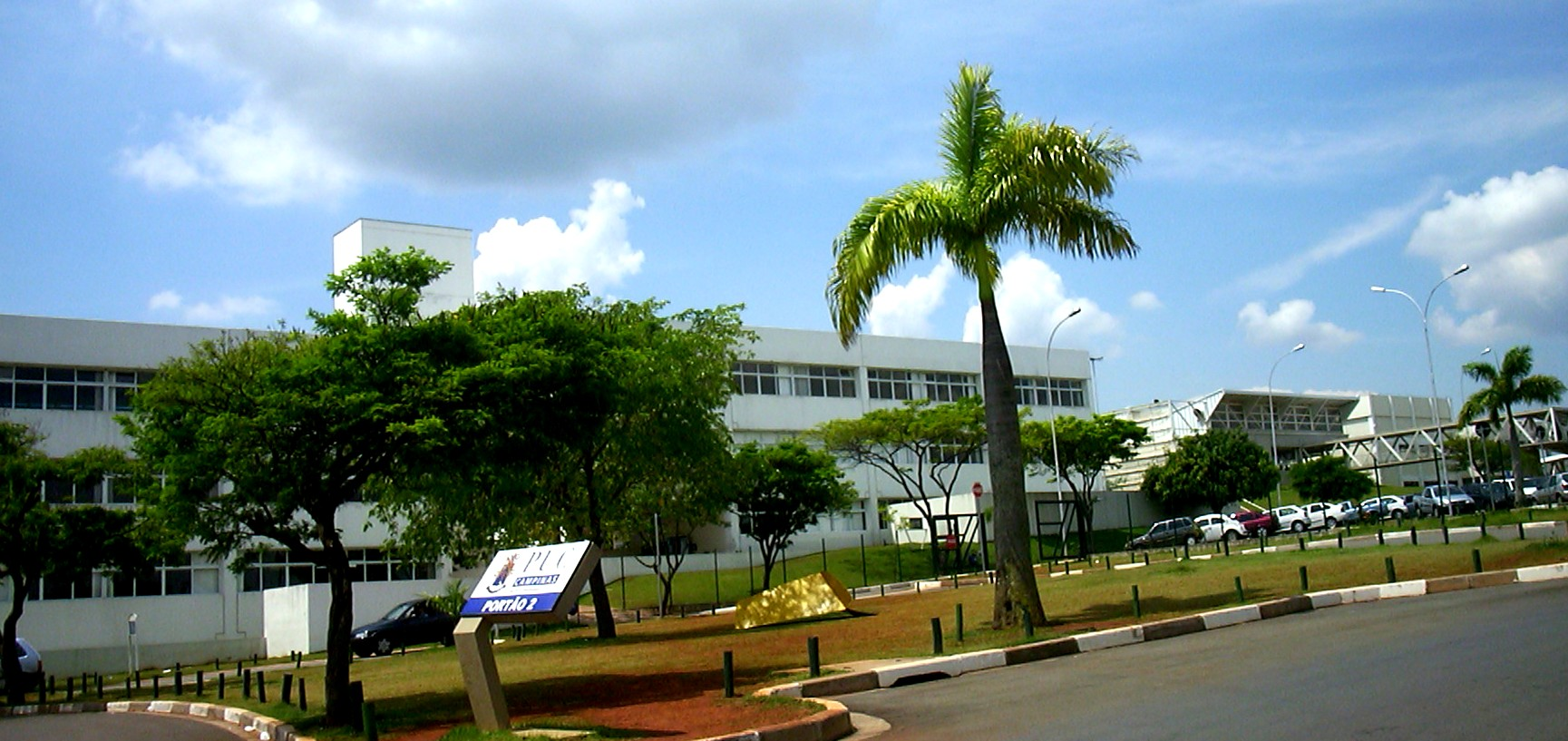
Entrada do Campus I (Portão 2).

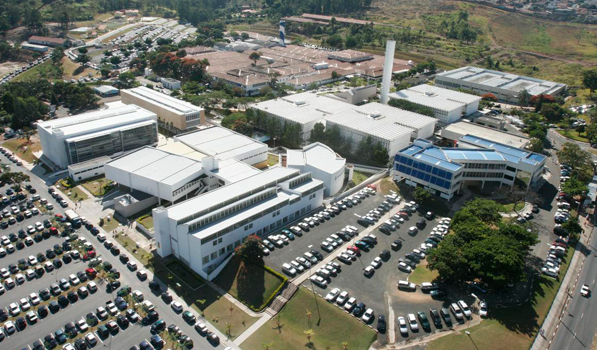
Vista aérea do Campus II.

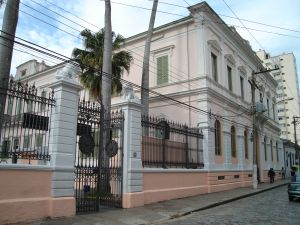
Antigo Solar do Barão de Itapura - Entrada do Campus Central.

Atualmente, a PUC-Campinas possui três campi, todos localizados na cidade de Campinas.

#### Campus I
Localizado na Rodovia D. Pedro I, km 136, o Campus I é o maior dos campi da universidade. O local de sua construção é um terreno que pertencia à Fazenda Santa Cândida, o qual foi doado à Arquidiocese de Campinas pelas filhas do antigo proprietário da fazenda, Caio Guimarães. A construção do campus, que representa a realização do sonho de Guimarães de construir uma universidade onde estava localizada sua fazenda, foi iniciada em 1970, com a inauguração oficial ocorrendo em 1976, época em que já estavam instalados lá o Instituto de Artes, Comunicações e Turismo (IACT) e a Faculdade de Educação Física (FAEFI). Atualmente, funcionam neste local os cursos do CEA (Centro de Economia e Administração), do CEATEC (Centro de Ciências Exatas, Ambientais e Tecnologias), do CCHSA (Centro de Ciências Humanas e Sociais Aplicadas) e do CLC (Centro de Linguagem e Comunicação). Também é nesse campus que está instalada a Reitoria da PUC-Campinas.

#### Campus II
Anteriormente conhecido como "Cidade da Saúde", o Campus II, localizado na Av. John Boyd Dunlop, s/nº, é o local onde funciona o CCV (Centro de Ciências da Vida) e onde está localizado o Hospital e Maternidade Celso Pierro (Hospital Universitário). O HMCP possui 353 leitos, sendo 100 voltados para convênios e particulares e 253 destinados ao Sistema Único de Saúde (SUS). Seus leitos estão distribuídos nas áreas de Unidades de Internação, Pronto-Socorros Adulto, Infantil, Ortopédico e Obstétrico, Ginecologia e Obstetrícia, Ortopedia e Unidades de Terapia Intensiva Adulto, Pediátrica, Neonatal e Coronária. Além disso, por ser um hospital-escola, o HMCP também é local de atividades acadêmicas das dez faculdades do CCV e oferece vagas em Residência Médica em 30 especialidades e em Residência em Enfermagem.

#### Campus Central
O Campus Central, localizado no centro da cidade-sede da PUC-Campinas, é composto pelo Prédio Central e pelo Prédio de Letras. Sendo um local histórico para a universidade por ter sido seu primeiro prédio e por abrigar o "Pátio dos Leões", local de fundação da instituição, atualmente nenhum curso é ministrado no local, que passa por restauro para se tornar um centro histórico e comercial por ter abrigado a primeira faculdade do interior do estado.

### Centros e cursos
Os 58 cursos de Graduação,:62 12 de Pós-Graduação Stricto Sensu e com previsão de 37 cursos de Pós Lato Sensu em 2015, distribuídos nos três campi e divididos em cinco centros (CEATEC - Centro de Ciências Exatas, Ambientais e de Tecnologias -, CCV - Centro de Ciências da Vida -, CLC - Centro de Linguagem e Comunicação -, CCHSA - Centro de Ciências Humanas e Sociais Aplicadas - e CEA - Centro de Economia e Administração).:69-73

### Administradores

#### Grão-chanceleres
- 1956 -1968 - Dom Paulo de Tarso Campos
- 1968 -1982 - Dom Antônio Maria Alves de Siqueira
- 1982 -2004 - Dom Gilberto Pereira Lopes
- 2004 -2011 - Dom Bruno Gamberini
- 2012 - 2018 - Dom Airton José dos Santos
- Presente - Dom João Inácio Müller

#### Reitores
- 2018-2022 - Germano Rigacci Júnior[1]
- 2010-2017 - Angela de Mendonça Engelbrecht
- 2006-2009 - Pe. Wilson Denadai
- 1997-2005 - Pe. José Benedito de Almeida David
- 1993-1997 - Gilberto Luiz Moraes Selber
- 1985-1993 - Eduardo José Pereira Coelho
- 1980-1985 - Heitor Regina
- 1968-1980 - Benedito José Barreto Fonseca
- 1956-1968 - Monsenhor Emílio José Salim

Diretores (Faculdade de Filosofia, Ciências e Letras)
. 1941-1956 - Monsenhor Emílio José Salim

### Localização das unidades
| Unidade   | Endereço                                                | Bairro                   | Geocoordenadas              |
| --------- | ------------------------------------------------------- | ------------------------ | --------------------------- |
| Campus I  | Rua Professor Dr. Euryclides de Jesus Zerbini, nº 1.546 | Parque das Universidades | 22°49'58.69"S 47°03'07.43"W |
| Campus II | Avenida John Boyd Dunlop, s/n                           | Jardim Ipaussurama       | 22°55'18.42"S 47°07'14.38"W |
| Central   | Rua Marechal Deodoro, 1099                              | Centro                   | 22°54'02.01"S 47°03'40.71"W |